# تنظيم (فيزياء)
تُعرف عملية التنظيم في سياق الفيزياء (وبالأخص نظرية الحقل الكمومي) بأنها طريقة لتعديل الكميات المُقاسة غير المُعرفة (مثل الكميات اللانهائية) لتحويلها إلى كميات متناهية بواسطة بارامتر مناسب يعرف بالمُنظم أو حد القطع. ينمذج المنظم عدم معرفتنا بقوانين الفيزياء على المستويات التي لا نستطيع رصدها (مثل الأحجام الصغيرة ومستويات الطاقة الهائلة). يعوض المنظم عن احتمالية اكتشاف «فيزياء جديدة» (ووجوده مقترن بتلك الاحتمالية) على المستويات التي لا تستطيع نظرياتنا الحالية نمذجتها، وفي الوقت ذاته يمكّن النظرية الحالية من إنتاج تنبؤات صحيحة بصفتها «النظرية الفعالة» في نطاق الاستخدام المخصص لها.
يختلف التنظيم عن إعادة الاستنظام، وهو أسلوب آخر للتحكم في الكميات اللانهائية عبر أخذ التغذية العكسية للتفاعل الذاتي في عين الاعتبار بدون افتراض فيزياء جديدة.
أثار أسلوب التنظيم جدالًا مستمرًا لعدة عقود بين العديد من الناس بمن فيهم مخترعو الأسلوب ذاتهم، فهو يوحد بين الدعاوي الفيزيائية والمعرفية في نفس المعادلة. ورغم ذلك، أثبت هذا الأسلوب جدارته في إنتاج تنبؤات دقيقة ومفيدة، وأصبح مفهومًا بشكل جيد.

## نظرة عامة
تتعامل عمليات التنظيم مع الكميات الرياضية المتباعدة، أو اللانهائية، أو غير المعقولة عن طريق إدخال مفهوم المنظم المساعد (على سبيل المثال: وضع الحد الأدنى للمسافات في الفضاء بالقيمة (ε) مما يساعدنا في حالة الكميات المتباعدة التي تنتج عن تأثيرات فيزياء المسافات القصيرة). وبإمكاننا الحصول على النتيجة الفيزيائية الصحيحة عن طريق حساب النهاية التي يؤول فيها المنظم إلى الاختفاء (أي في مثالنا: ε → 0)، مع العلم بأن المزية المطلوبة من المنظم هي الحصول على نتيجة متناهية عندما تكون قيمة المنظم متناهية أيضًا.
ولكن في العادة تتضمن النتيجة حدًا رياضيًا يتناسب مع بعض التعبيرات المتباعدة (مثل 1/ε) التي تكون غير مُعرفة عند حساب النهاية (ε → 0). ولذا يعد التنظيم أول خطوة نحو الحصول على نتيجة محددة ومجدية بشكل كامل، وفي نظرية الحقل الكمومي يترتب على تلك الخطوة خطوة أخرى متعلقة بها ولكن مستقلة بذاتها، ألا وهي إعادة الاستنظام. وتقوم إعادة الاستنظام على الشرط القائل بأن بعض الكميات الفيزيائية (التي نعبر عنها في العادة بالتعبيرات الرياضية المتباعدة مثل 1/ε) لا بد لها من أن تساوي قيمتها المُقاسة. يسمح لنا هذا الشرط المفروض بحساب القيم المحددة للكميات التي تبدو متباعدة.
وجود النهاية التي تتقارب فيها ε إلى الصفر وعدم اعتماد النتيجة النهائية على المنظم هي حقائق غير بديهية. ويكمن السبب وراء ذلك في مبدأ الشمولية الذي وضحه كينيث ويلسون وليو كادانوف، وظهور تحول طوري من الرتبة الثانية. وفي بعض الحالات لا يمكن حساب النهاية عندما تؤول ε إلى الصفر مثلما الحال في حالة ظهور قطب لانداو، وفي حالة الاقترانات غير القابلة لإعادة الاستنظام مثل تآثر فيرمي. ورغم ذلك، إذا كان المنظم يثمر عن نتائج معقولة عندما يتحقق الشرط (ε ≫ 1/Λ)، مع العلم بأننا نتعامل مع مقاييس في حدود (1/Λ’)، فسوف تثمر المنظمات التي تتراوح قيمتها بين (ε ≫ 1/Λ 1/Λ’ ≫) عن نتائج دقيقة إلى حد كبير حتى في حالة المثالين السابقين. ويكمن السبب الفيزيائي وراء تعذر حساب النهاية عندما تؤول ε إلى الصفر في وجود قوانين فيزيائية جديدة على المستويات الأدنى من Λ.
ليس بإمكاننا دائمًا أن نضع منظمًا جديدًا بحيث تصبح نتيجة النهاية غير معتمدة على عملية التنظيم. وفي تلك الحالة نقول أن النظرية تحتوي على حالة شاذة. وقد خضعت النظريات الشاذة إلى دراسات مُفصلة وهي في العادة قائمة على نظرية أس عطية-سينغر المشهورة أو أي من مشتقاتها.

## مثال في الفيزياء الكلاسيكية
نشأت مشكلة اللانهايات لأول مرة في الكهروديناميكا الكلاسيكية للجسيمات النقطية في القرن التاسع عشر ومطلع القرن العشرين.
من المفترض أن تحتوي كتلة الجسيم المشحون على كتلة الطاقة في مجالها الكهروستاتيكي (أو ما  يُعرف بالكتلة الكهرومغناطيسية). دعنا نفترض أن الجسيم عبارة عن غلاف كروي مشحون نصف قطره يساوي re. في تلك الحالة يمكن حساب كتلة الطاقة كالآتي:
{\displaystyle m_{\mathrm {em} }=\int {1 \over 2}E^{2}\,dV=\int _{r_{e}}^{\infty }{\frac {1}{2}}\left({q \over 4\pi r^{2}}\right)^{2}4\pi r^{2}\,dr={q^{2} \over 8\pi r_{e}},}
وهي كمية تؤول إلى ما لا نهاية عندما تقترب re من الصفر. ذلك يعني أن عطالة هذا الجسيم الأولي سوف تؤول إلى ما لا نهاية مما يترتب عليه استحالة تسارع هذا الجسيم (أي تحريكه من السكون أو إيقافه عند الحركة). ومن قبيل المصادفة أن قيمة الكمية re التي تجعل الكمية mem تساوي كتلة الإلكترون تُعرف بنصف قطر الإلكترون الكلاسيكي الذي يمكن حسابه من خلال المعادلة الآتية (بوضع q = e واستعادة المعاملات «c» و«ε0»):
{\displaystyle r_{e}={e^{2} \over 4\pi \varepsilon _{0}m_{\mathrm {e} }c^{2}}=\alpha {\hbar  \over m_{\mathrm {e} }c}\approx 2.8\times 10^{-15}\ \mathrm {m} .}
حيث {\displaystyle \alpha \approx 1/137} هو ثابت البناء الدقيق، و {\displaystyle \hbar /m_{\mathrm {e} }c} هو طول موجة كومبتون الخاص بالإلكترون.
وهنا يأتي دور عملية التنظيم التي توضح لنا أن النظرية المُستخدمة في الأصل لا تعمل جيدًا على المستويات الضئيلة، وأن الإلكترون لا يمكن أن يكون جسيمًا نقطيًا (أي أبعاده تساوي الصفر)، وأنه لا بد لنا من أن إضافة فيزياء جديدة (افتراض نصف قطر محدد للإكترون في هذه الحالة) حتى نتمكن من تفسير الأنظمة على مستويات أدنى من مستوى معين. قد تظهر نفس الحجة في عدة عمليات إعادة استنظام أخرى، إذ تبطل صحة بعض النظريات خارج نطاق معين عندما تعطي النظرية نتائج غير معقولة أو غير مُعرفة، وفي هذه الحالة يسلتزم الإتيان بقوانين فيزيائية جديدة لتجنب الكميات غير المُعرفة أو اللانهائية. (توجد طريقة أخرى لتجنب اللانهائية في المثال السابق مع الاحتفاظ بطبيعة الجسيم النقطية، وهي افتراض وجود أبعاد إضافية جديدة يمكن أن يتوسع الجسيم بداخلها عوضًا عن الفضاء ثلاثي الأبعاد، وهو الدافع الذي تقوم عليه نظرية الأوتار).

## تنظيم واقعي

### مسألة مفهومية
تُحسب تنبؤات نظرية الحقل الكمومي الاضطرابية بشأن تشتت الجسيمات الأولية بواسطة قواعد فاينمان، وهي تمثل طريقة تنظيم تُستخدم بغرض تخطي التكاملات التباعدية فوق البنفسجية من أجل الحصول على نتائج متناهية لمخططات فاينمان التي تحتوي على مسارات دائرية، بالإضافة إلى كونها طريقة لإعادة الاستنظام. وتفضي طرق التنظيم إلى دوال غرين النونية المنظمة (مؤثرات الانتشار)، ومن ثم يفضي حساب النهاية المناسبة إلى عناصر مصفوفة التشتت الاضطرابية. ولا تعتمد تلك العناصر على طريقة التنظيم المُستخدمة، وهي تمكنا من نمذجة العمليات الفيزيائية المُقاسة اضطرابيًا (مثل مقاطع التصادم، وسعات الاحتمال، وعروض الاضمحلال، وفترات حياة الحالات المُثارة). ورغم ذلك لم نعثر حتى الآن على أي من دوال غرين النونية المُنظمة التي يمكن اعتبارها قائمة على أساس نظرية التشتت الكمومي نظرًا إلى أن عملية اشتقاق أي منها تتجاهل بعض مبادئ الفيزياء الأساسية (على سبيل المثال: الإخلال بتناظر لورينتز؛ وإدخال إما جسيمات غير فيزيائية بإشارات سالبة، أو إحصائيات خاطئة، أو افتراض تقطع الزمكان، أو أي مزيج مما سبق ذكره). ومن هنا نرى أننا نتعامل مع أساليب التنظيم المتاحة بصفتها محض أدوات تقنية شكلية خالية من أي معنى فيزيائي مباشر. علاوة على ذلك يحيط الجدل والخلاف بأسلوب إعادة الاستنظام.

### حدسية بولي
علمًا بأن رؤوس متسلسلة فاينمان غير المنظمة تصف تآثرات التشتت الكمومي بشكل كافي، من المفترض أن التكاملات التباعدية فوق البنفسجية المقترنة بها هي نتيجة لسلوك مؤثرات انتشار فاينمان التقاربية ذات الطاقة العالية. ولذا فمن الفطنة أن نحتفظ برؤوس متسلسلة فاينمان كما هي وأن نكتفي بتعديل مؤثرات الانتشار بواسطة جسيمات غير فيزيائية مساعدة، وتمثيل الواقع الفيزيائي بواسطة مخططات فاينمان.
في عام 1949 وضع بولي فرضية تزعم بوجود تنظيم واقعي مُترتب على نظرية معينة تستوفي جميع مبادئ الفيزياء الحديثة الراسخة. وبالتالي لا حاجة لنا لتنظيم مؤثرات الانتشار الخاصة بها، وأنه يمكن اعتبار تلك المؤثرات تعميمًا لمؤثرات الانتشار المستخدمة في نظريات الحقل الكمومي التي من شأنها أن تعكس قوانين الفيزياء الكامنة وراءها. ولا حاجة لنا لحذف بارامترات النظرية الجديدة (أي أنه لا حاجة لإعادة استنظام تلك النظرية) التي قد تزودنا بمعلومات جديدة حول فيزياء التشتت الكمي، ومع ذلك قد يتضح لنا تجريبيًا أن تلك البارامترات يمكن إهمالها. وخلافًا لذلك تستعين جميع طرق التنظيم المتاحة حاليًا بمعاملات صورية يجب التخلص منها بواسطة إعادة الاستنظام.

### الرؤى
انتقد ديراك أساليب إعادة الاستنظام بشكل متطرف ومستمر. ولذا كتب ديراك في عام 1963: «نظرية إعادة الاستنظام هي نظرية تتصدى لجميع محاولات الرياضيين لجعلها تبدو سليمة، وظني أنها لن تصمد طويلًا في المستقبل...» مما يعني أنه كان يتطلع إلى تنظيم واقعي.
ما زالت ملاحظات عبد السلام في عام 1972 ذات صلة بالنقاش القائم حول الشكوك التي تشوب إمكانية وجود أسلوب تنظيم واقعي، إذ كتب: «صمدت لانهايات الحقول النظرية التي ظهرت أول مرة في حسابات لورينتز للإلكترون في نظرية الكهروديناميكا الكلاسيكية لسبعين سنة، وفي نظرية الكهروديناميكا الكمية لخمسة وثلاثين سنة. ولدت تلك السنين الطويلة من خيبة الأمل إحساسًا بالمودة تجاه تلك اللانهايات، وأفضت إلى الاعتقاد الانفعالي القائل بأنها جزء لا يتجزأ من الطبيعة إلى حد كبير، حتى أننا صرنا نعتبر الاعتقاد بإمكانية وجود طريقة لتخطيها جميعًا وحساب جميع ثوابت الاستنظام المتناهية أمرًا غير معقول».
ولكن جيرارد هوفت له رأي آخر: «يخبرنا التاريخ أنه كلما واجهتنا عقبة ما (حتى وإن كانت تبدو عقبة شكلية أو مجرد تعقيد تقني) فلا بد لنا من أن ندقق النظر بها بحذر. فمن المحتمل أن الطبيعة تحاول إخبارنا بشيء ما وعلينا اكتشاف ماهيته».
وقال ديراك: «على المرء أن يميز بين الأسلوبين الرئيسيين الذين يتبعهما الفيزيائي النظري. أحدهما ينطوي على العمل على أساس تجريبي بحت، والأسلوب الآخر يقوم على أساس رياضي بحت. ويتلخص عمل الفيزيائي في فحص النظرية القائمة ونقدها، ثم تحديد عيوبها بدقة ومحاولة إزالتها. تكمن الصعوبة في إزالة العيوب دون تخريب النجاحات العظيمة التي حققتها النظرية القائمة».
تكمن الصعوبة في مسألة التنظيم الواقعي في أنه لا وجود له حتى الآن، وأنه لا يقوم على أي أساس تجريبي.

## نظرية الأوتار
تمثل الحاجة لحدود التنظيم في جميع نظريات الحقول الكمية الخاصة بالجاذبية الكمية دافعًا قويًا وراء تأسيس فيزياء ما وراء النموذج المعياري. إذ يمكن التحكم في لانهايات القوى غير الجذبوية في نظرية الحقل الكمومي بواسطة إعادة الاستنظام فقط، ولكن الحاجة لعملية تنظيم إضافية (التي يترتب عليها فيزياء جديدة) مقصورة فقط على قوة الجاذبية. ويُعد فشل نظرية الحقل الكمومي في التعامل مع المستويات الصغيرة دليلًا واضحًا على الحاجة للإتيان بنظرية أخرى يمكن تطبيقها على المستويات التي لا تستطيع نظرية الحقل الكمومي أن تتعامل معها. ويرى أنثوني زي أن هذه هي الفائدة التي تعود علينا من إطار عمل التنظيم، وهي أن النظريات تعمل جيدًا في نطاقاتها المحدودة المخصصة ولكنها تحمل في طياتها أيضًا معلومات توضح لنا حدودها وترشدنا بوضوح إلى النواحي التي تحتاج إلى فيزياء جديدة.